# Burak Özçivit

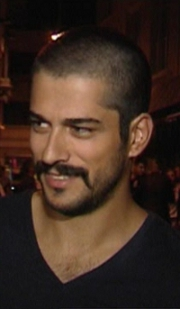
Burak Özçivit

Burak Özçivit (* 24. Dezember 1984 in Istanbul) ist ein türkischer Schauspieler und Model. Er ist vor allem bekannt durch seine Rolle in Kara Sevda (2015–2017), einer der erfolgreichsten türkischen Serien, die in mehr als 110 Länder verkauft wurde und 2017 der einzige Gewinner des International Emmy Award war. In Kuruluş: Osman, eine Action-Adventure und historische Dramaserie, spielt er Osman.
Bemerkenswert sind auch seine Rollen in den Serien Çalıkuşu (2013) und Muhteşem Yüzyıl (2011–2012). Özçivit hat im Laufe seiner Schauspielkarriere zahlreiche Auszeichnungen und Auszeichnungen erhalten und ist derzeit der türkische Schauspieler der Welt mit den meisten Followern auf Instagram.

## Biografie
Burak Özçivits Vater stammt aus Gaziantep und die Mutter aus Edirne. Er machte sein Abitur am Kazım İşmen Lisesi. Momentan studiert er an der Marmara-Universität Fotografie.

## Werdegang

### Der Anfang
2003 nahm er am Best Model of Turkey Contest teil. Dies verhalf ihm auch zu der Zusammenarbeit mit Ugurkan Erez. 2005 nahm er erneut an dem Contest teil und gewann diesmal den Titel. Dadurch qualifizierte er sich für den Contest Best Model of the World und gewann den zweiten Platz. Er lief auf Modenschauen für Marken wie Faruk Saraç, Abbate, Tween und Network. Auch im Ausland wurde er in verschiedenen Projekten eingesetzt.
2006 machte er seinen ersten Job als Schauspieler in der Serie Eksi 18 und in den folgenden Jahren wirkte er in 5 Serien wie Zoraki Koca oder Küçük Sirlar, der türkischen Adaption von Gossip Girl, mit. Zwischen 2010 und 2011 war er für seine Rolle in der historischen Dramaserie Muhteşem Yüzyıl bekannt, in der er Malkoçoglu Bali Bey, einen osmanischen Militärkommandanten im Dienste von Sultan Suleiman, spielte und die ersten beiden Auszeichnungen seiner Karriere gewann.

### 2013Çalıkuşu, erste bemerkenswerte Rolle
2013 kam seine erste gewichtige Rolle in einer Serie; Çalıkuşu, eine Liebes-, Drama- und Komödienadaption des gleichnamigen Romans von Reşat Nuri Güntekin, einem der wichtigsten Autoren der Türkei. Die Serie spielt in der Türkei des frühen 20. Jahrhunderts, wo Burak Kamran spielt, einen jungen, attraktiven und angesehenen Arzt, der sich in seinen Cousin Feride verliebt, eine Rolle von Fahriye Evcen. Ein Jahr später, 2014, spielte er erneut mit Fahriye Evcen in dem Liebes- und Dramafilm Aşk Sana Benzer (Die Liebe ähnelt dir), der derzeit fast 9 Millionen Aufrufe auf YouTube hat.

### 2015–2017Kara Sevda, der Start seiner Karriere
Zwischen 2015 und 2017 spielte er in der Seifenoper Kara Sevda die Rolle des Kemal Soydere an der Seite von Neslihan Atagül. Diese Serie wurde mit einem Emmy ausgezeichnet, in bis zu 110 Ländern ausgestrahlt und in 50 Sprachen übersetzt, was Burak Özçivit sowohl in der Türkei als auch international sehr beliebt macht.
2016 spielte er in dem Film Kardeşim Benim neben dem Sänger und Schauspieler Murat Boz. Im Jahr 2017 machte er die Fortsetzung des vorherigen namens Kardeşim Benim 2.

### Seit 2019Kuruluş: Osman
2018 spielte er an der Seite von Kerem Bürsin in dem Film Can Feda, für den er den Preis als „Most Admired Actor of the Year 2018“ gewann.
Özçivit ist dank seiner Firma BRK'S Production auch Produzent.
Am 20. November 2019 feierte die erste Staffel der Serie Kuruluş: Osman, in der Özçivit die Titelrolle spielt, mit großem Erfolg in der Türkei Premiere. Die Serie erzählt die Geschichte von Osman Gazi, Sohn und Nachfolger in der osmanischen Dynastie von Ertugrul, Protagonist der renommierten Serie Diriliş Ertuğrul. Aktuell wird die zweite Staffel auch in der Türkei mit großem Erfolg ausgestrahlt. Die Serie wurde mit 10 Preisen ausgezeichnet, davon 3 für Burak Özçivit als bester Schauspieler und wurde von 35 Ländern gekauft, darunter Pakistan, Albanien und Tunesien.

## Filmografie
(in Klammern deutscher Titel)
- 2006: Eksi 18 (Murat)
- 2007–2008: Zoraki Koca (Gezwungenermaßen Ehemann)
- 2008–2009: Baba Ocağı (Familienheim)
- 2010: İhanet (Verrat)
- 2010–2011: Küçük Sırlar (Kleine Geheimnisse)
- 2011–2013: Muhteşem Yüzyıl (Das prächtige Jahrhundert)
- 2013–2014: Çalıkuşu
- 2015: Aşk Sana Benzer (Die Liebe ähnelt dir)
- 2015–2017: Kara Sevda
- 2016: Kardeşim Benim (Mein Bruder)
- 2017: Kardeşim Benim 2
- 2018: Can Feda
- seit 2019: Kuruluş Osman  (Osman Gazi)

## Diskografie
Singles
- 2015: Güneye Giderken (mit Murat Boz & Aslı Enver)
- 2015: Hasretinle Yandı Gönlüm (mit Fahriye Evcen, Soundtrack zu Aşk Sana Benzer)

## Werbung
- 2013–2014: Pepsi
- 2013–2014: ClearMen
- 2016: ClearMen
- 2017–2018: Emaar Square Mall
- 2019: ClearMen
- seit 2019: Altınyıldız Classics
- seit 2021: Trem Global
- seit 2021: PUBG Mobile
- 2022: Tor Holding

## Auszeichnungen und Nominierungen
| Jahr | Auszeichnungen                                                                                     | Kategorie                                    | Job              | Ergebnis  | Verweise      |
| ---- | -------------------------------------------------------------------------------------------------- | -------------------------------------------- | ---------------- | --------- | ------------- |
| 2012 | GQ Männer des Jahres Awards                                                                        | Schauspieler des Jahres                      | Muhteşem Yüzyıl  | Gewonnen  | [ 4 ]         |
| 2012 | Preis der Galatasaray-Universität                                                                  | Bester Fernsehschauspieler                   | Muhteşem Yüzyıl  | Gewonnen  |               |
| 2014 | 12. Preis der Technische Universität Yildiz                                                        | Beliebtester Fernsehschauspieler             | Çalıkuşu         | Gewonnen  | [ 5 ]         |
| 2014 | 13. Magazinci.com Internetmedien (am besten)                                                       | Bester Fernsehschauspieler                   | Çalıkuşu         | Gewonnen  | [ 6 ]         |
| 2014 | 4. Elle Style Awards                                                                               | Elle Style-Schauspieler des Jahres           | Çalıkuşu         | Gewonnen  |               |
| 2014 | Auszeichnungen für die Besten der Universität Haliç im Jahr                                        | Bester Schauspieler                          | Çalıkuşu         | Gewonnen  |               |
| 2015 | 4. Bilkent Television Awards                                                                       | Bester Schauspieler in einem Drama a         | Kara Sevda       | Gewonnen  |               |
| 2015 | Ayakli Newspaper TV Stars Awards                                                                   | Bester Hauptdarsteller in einer Dramaserie   | Kara Sevda       | Gewonnen  |               |
| 2016 | 14. Preis der Technische Universität Yildiz                                                        | Beliebtester Filmschauspieler                | Aşk Sana Benzer  | Gewonnen  | [ 7 ]         |
| 2016 | 23º Premios a los logros de ITÜ EMÖS                                                               | Erfolgreichster Filmschauspieler des Jahres  | Aşk Sana Benzer  | Gewonnen  | [ 8 ]         |
| 2016 | 16. Magazinci.com Internetmedien (am besten)                                                       | Fernsehauftritt des Jahres                   | Kara Sevda       | Gewonnen  | [ 9 ]         |
| 2016 | 2. Turkey Youth Awards                                                                             | Bester Filmschauspieler                      | Aşk Sana Benzer  | Nominiert |               |
| 2016 | Medienpreise der Universität der Ägäis                                                             | Bester Fernsehschauspieler                   | Kara Sevda       | Nominiert |               |
| 2016 | Preis der Galatasaray-Universität                                                                  | Bester TV-/Filmschauspieler                  | Aşk Sana Benzer  | Nominiert |               |
| 2016 | 43. Altın Kelebek Awards                                                                           | Bester Schauspieler                          | Kara Sevda       | Nominiert | [ 10 ]        |
| 2016 | Muzikonair-Auszeichnungen                                                                          | Bester Hauptdarsteller in einer Fernsehserie | Kara Sevda       | Gewonnen  | [ 11 ]        |
| 2017 | Die ONE Objective Awards                                                                           | Der erfolgreichste Promi des Jahres          | Kara Sevda       | Gewonnen  |               |
| 2017 | GQ Männer des Jahres Awards                                                                        | Der beliebteste Mann des Jahres              | Kara Sevda       | Gewonnen  | [ 12 ]        |
| 2017 | 12. Kemal-Sunal-Preis für Kultur und Kunst                                                         | Bester Schauspieler                          | Kara Sevda       | Gewonnen  | [ 13 ]        |
| 2017 | Einzelne Bildungseinrichtungen (Best of the Year)                                                  | Bester Schauspieler des Jahres               | Kara Sevda       | Gewonnen  | [ 13 ]        |
| 2017 | Turkey Youth Awards                                                                                | Bester Filmschauspieler                      | Kardeşim Benim   | Nominiert | [ 14 ]        |
| 2018 | Turkey Youth Awards                                                                                | Bester Filmschauspieler                      | Kardeşim Benim 2 | Nominiert | [ 15 ]        |
| 2019 | 18. Preis der Technische Universität Yildiz                                                        | Bester männlicher Schauspieler im Film 2018  | Can Feda         | Gewonnen  | [ 16 ]        |
| 2020 | Turkey Youth Awards                                                                                | Bester Fernsehschauspieler                   | Kuruluş: Osman   | Nominiert | [ 17 ]        |
| 2020 | Preis der Radio- und Fernsehjournalistenvereinigung (RTGD Oscars)                                  | Bester männlicher Schauspieler des Jahres    | Kuruluş: Osman   | Gewonnen  | [ 18 ] [ 19 ] |
| 2020 | 6. Golden 61 Awards der Universität Istanbul                                                       | Bester TV-Star des Jahres                    | Kuruluş: Osman   | Gewonnen  | [ 20 ] [ 19 ] |
| 2021 | Quality Magazine Awards 2021                                                                       | Bester männlicher Schauspieler               | Kuruluş: Osman   | Gewonnen  | [ 21 ]        |
| 2021 | Auszeichnung des Eurasischen Verbraucherschutzverbandes (Avrasya Tüketicileri koruma Derneği ödül) | Bester Schauspieler                          | Kuruluş: Osman   | Gewonnen  | [ 22 ]        |
| 2021 | Golden Palm Awards                                                                                 | Bester Schauspieler des Jahres               | Kuruluş: Osman   | Gewonnen  | [ 23 ] [ 24 ] |
| 2021 | European Awards                                                                                    | Bester Schauspieler                          | Kuruluş: Osman   | Gewonnen  | [ 25 ]        |
| 2021 | 7. Golden 61 Awards der Universität Istanbul                                                       | Bester männlicher Schauspieler des Jahres    | Kuruluş: Osman   | Gewonnen  | [ 26 ] [ 27 ] |
| 2021 | 48. Altın Kelebek Awards                                                                           | Bester Schauspieler                          | Kuruluş: Osman   | Nominiert | [ 28 ]        |
| 2021 | Soap Awards France 2021                                                                            | Bester internationaler Schauspieler          | Kara Sevda       | Nominiert | [ 29 ] [ 30 ] |
| 2021 | 9. TV Yıldızları Ayaklı Gazete Ödülleri                                                            | Bester Schauspieler                          | Kuruluş: Osman   | Gewonnen  | [ 31 ]        |
| 2022 | Turkey Youth Awards                                                                                | Bester Fernsehschauspieler                   | Kuruluş: Osman   | Nominiert |               |